# Bloooomin'
「bloooomin'」（ブルーミン）は、Little Nonの11作目のシングル。2009年8月5日にLantisからリリースされた。

## 概要
テレビ東京系アニメ『咲-Saki-』の第2期オープニングテーマが収録されている。
表題曲「bloooomin'」は、日本語の文法を大胆に逸脱した歌詞となっているが、Little Nonはこの歌詞を、「戦う主人公」の孤独さや強い意思といった心境を、勝負の世界を描いた『咲-Saki-』の世界観からイメージを膨らませて描いたものであると説明しており、自身のブログで歌詞に込められたメッセージの意味を解説している。

## 収録曲
全作詞・作曲：Little Non
1. bloooomin' [4:13] 
編曲：安藤高弘・Little Non
  - テレビ東京系アニメ『咲-Saki-』第2期オープニングテーマ
2. 歩行者天国  [5:20] 
編曲：Little Non
3. S.O.Dのテーマ2 [3:43] 
編曲：小池雅也
4. bloooomin' （instrumental）